# 雅比提納的殉道士
雅比提納的殉道士（Martyrs of Abitina，又譯亞比提納的殉道者），是49位於公元304年在雅比提娜城（位於今日突尼西亞境內）殉道的基督徒的統稱。雅比提娜城是羅馬帝國阿非利加行省的一座城市，這群基督徒因著違反了當時羅馬皇帝戴克里先（Diocletian；或譯為德修或丟克理先）頒佈不得聚會崇拜上帝的飭令，拒絕否定對上帝的信仰在星期日進行禮拜，因而遭審訊處決。
戴克里先是羅馬皇帝中對基督徒迫害最為嚴厲的一位，他不僅摧毀帝國內的基督教經卷及崇拜聚會之處，更強迫基督徒在信仰中作出抉擇，不肯放棄信仰等同於必須放棄生命。公元303年2月24日，戴克里先頒布了第一條對付基督徒的飭令，下令全國銷毀所有聖經經文、基督徒聚會場所，並禁止基督徒聚集敬拜
這群基督徒在他們的主教，雅比提納城地區主教方旦努斯(Fundanus)遵照皇帝命令，將教會的經文文件都交給當局，不過還是有些基督徒在祭司沙坦尼斯(Saturninus)的帶領下，秘密地違法聚集。這些人被地方裁判署逮捕，並送往省會迦太基審判。
這群勇敢的基督徒在面對入獄、酷刑、死亡的威脅，在監獄裡長期受苦，或因著警衛的攔阻，得不到任何來自監獄外的支持及探問，仍然不受信仰背離者的影響，宣稱任何與變節者交往都與在神國度裡的我們無關。但在基督教二千年史一書中的記載，則稱在戴克理先發動的宗教大迫害，對北非產生的影響最為嚴重，有來自亞比提那的47位基督徒在北非迦太基殉道，在實際人數的計算上有些差異。 。

## 外部連結
- St. Saturninus （页面存档备份，存于）
- Dictionary of Christian Biography and Literature to the End of the Sixth Century A.D., with an Account of the Principal Sects and Heresies. （页面存档备份，存于）
- Dativo e i martiri di Abitina
- Santi Martiri di Abitina （页面存档备份，存于）